# Lappkardarspindel
Lappkardarspindel (Arctella lapponica) är en spindelart som beskrevs 1945 av Åke Holm. Arten ingår i släktet Arctella och familjen kardarspindlar. Lappkardarspindel förekommer i Skandinavien och Ryssland där den lever i öppna gräsmarker på kalfjället. Den är en rovspindel.
I Sverige kategoriseras lappkardarspindel som livskraftig (LC) men i Finland kategoriserar den som nära hotad (NT). Inga underarter finns listade i Catalogue of Life.